# Лахму
Лахму (𒀭𒌓𒈬 или 𒀭𒈛𒈬, d laḫ-mu, волосатый) — класс апотропных существ из месопотамской мифологии. Хотя это имя происходит из семитских языков, Лахму присутствовал в шумерских источниках уже в досаргонические времена.

## Иконография и описание
Лахму изображается как бородатый мужчина в красной одежде (tilû), обычно с шестью локонами волос на голове. В некоторых текстах атрибутом Лахму назван заступ. Литературные изображения иногда характеризуют его как «голого героя».
Лахму ассоциировались с водой. Обычно считалось, что они были слугами Энки/Эа, а позже и его сына Мардука. В некоторых версиях Атра-Хасиса, Лахму — привратники храма Энки в Эриду и, возможно, «стражи моря». В некоторых текстах перечислено до 50 Лахму. Возможно, изначально они были речными духами, которые, как считалось, заботились о животных, как домашних, так и диких.
Апотропные существа, такие как Лахму, не считались демоническими и защищали дом от демонов, хотя мифы могут изображать их побеждёнными и впоследствии преобразованными врагами богов. В то же время они не считались полностью божественными, поскольку их именам редко, если вообще когда-либо, предшествовал знак дингир («божественный определитель»), и они не носят рогатых тиар (символа божественности).
В апотропных ритуалах Лахму ассоциировался с другими монстрами, такими как Мушуссу, Башму (разновидность мифических змеев), Кусарикку (люди-бизоны, связанные с Шамашем) или Угаллу.

## Как космологический персонаж
В списках богов Лахму в единственном числе иногда появляется среди предков Ану вместе со своим женским аналогом (Лахаму). Они следуют за изначальной парой Дури и Дари (вечность) и другими подобными фигурами, предшествующими Алалу и Белили. Ассиролог Франс Виггерманн, специализирующийся на изучении происхождения и развития месопотамских апотропных существ и демонов, предполагает, что эта традиция зародилась в северной Месопотамии. В этом контексте Лахму и Лахаму не обязательно братья и сестры. Длинные списки божественных предков Энлиля или Ану из некоторых списков богов, по крайней мере, иногда предназначались для указания на то, что боги, которым поклонялись жители Месопотамии, не рождались от кровосмешения.
В «Энуме Элиш», составленной в более позднее время и опирающейся на вышеупомянутую традицию, Лахму — сын Абзу и Тиамат. Он и его сестра Лахаму являются родителями Аншара и Кишар, родителей Ану. В этой теогонии, Лахму — предок Эа и Мардука. Он даруют Мардуку 3 имени после его победы. Космогонический Лахму, предположительно, связан с апотропным, одним из монстров Тиамат.
Фрагментарное ассирийское переписывание Энума Элиш заменило Мардука Ашшуром, приравненным к Аншару, а Лахму и Лахаму заменили Эа/Энки и Дамкину. Уилфред Г. Ламберт охарактеризовал результат как «совершенно поверхностный, поскольку он оставляет сюжет в хаосе, приписывая роль Мардука его прадеду, без каких-либо попыток сгладить возникшую путаницу».

## Опровергнутые теории
Авторы XIX-го и начала XX-го веков считали, что Лахму представляет собой зодиак, родительские звезды или созвездия.